# Aristolochia tentaculata
Aristolochia tentaculata är en piprankeväxtart som beskrevs av Oswald Schmidt. Aristolochia tentaculata ingår i släktet piprankor, och familjen piprankeväxter. Inga underarter finns listade i Catalogue of Life.